# Plebejus clarasiatica
Plebejus clarasiatica är en fjärilsart som beskrevs av Ruggero Verity 1931. Plebejus clarasiatica ingår i släktet Plebejus och familjen juvelvingar. Inga underarter finns listade i Catalogue of Life.